# Discografia di Mango
La discografia di Mango è composta da 16 album in studio, 2 album live, 2 album di cover e 2 raccolte ufficiali (di cui una postuma). Svariate sono state le raccolte non ufficiali pubblicate dalle case discografiche nel corso degli anni.
Nell'arco della sua attività Mango ha venduto complessivamente oltre 5.000.000 di dischi.

## Album in studio

### Pubblicati in Italia
| Anno | Titolo                         | Etichetta           | Supporto e Numero di catalogo | Max posizione | Vendite  | Certificazioni      |
| ---- | ------------------------------ | ------------------- | --- | ------------- | -------- | ------------------- |
| 1976 | La mia ragazza è un gran caldo | RCA                 | LP: TPL11224 --- Reissue: [2002 - BMG Ricordi] CD: 74321910522 [2022 - Saifam Group] CD: COM 1448-2 [2023 - Saifam Group] LP: COM 328 (Limited Ed. rimasterizzata numerata) | —             | —        | —                   |
| 1979 | Arlecchino                     | Numero Uno          | LP: ZPLN 34074 --- Reissue: [2001 - BMG Ricordi] CD: 74321860132 [2022 - Saifam Group] CD: COM 1449-2 [2023 - Saifam Group] LP: COM 329 (Limited Ed. rimasterizzata numerata)                                                                                                   | —             | —        | —                   |
| 1982 | È pericoloso sporgersi         | Fonit Cetra         | LP: LPX 109 --- Reissue: [1988 - serie Pellicano] LP: PL769; MC: PM769 [1996 - Fonit Cetra] CD: CDP 769 [2002 - Warner Strategic Marketing Italy] CD: 092747976-2 | —             | —        | —                   |
| 1985 | Australia                      | Fonit Cetra         | LP: LPX 140; MC: MC 390 --- Reissue: [1990 - serie Pellicano] LP: PL800; MC: PM800 [1990 - Fonit Cetra] CD: CDM 2056 [1999 - Warner Fonit] CD: 398427167-2; MC: 398427167-4 | —             | —        | —                   |
| 1986 | Odissea                        | Fonit Cetra         | CD: CDL 2; LP: LPX 149; MC: MC 399 --- Reissue: [1991 - serie Pellicano] LP: PL 803; MC: PM 803 [1991 - Fonit Cetra] CD: CDM 2059 [2002 - Warner Strategic Marketing Italy] CD: 092747977-2 [2021 - Warner Music Italy] LP: 5054197104398 (Limited Ed. rimasterizzata numerata) | 12            | 150.000  | 1 disco d'oro       |
| 1987 | Adesso                         | Fonit Cetra         | CD: CDL 3; LP: LPX 181; MC: MCX 181 --- Reissue: [1989 - serie Pellicano] MC: PM 779 [1989 - Fonit Cetra] CD: CDM 2044 [1999 - Warner Fonit] CD: 398427168-2; MC: 398427168-4                                                                                                   | 6             | 350.000  | 3 dischi d'oro      |
| 1988 | Inseguendo l'aquila            | Fonit Cetra         | CD: CDL 14; LP: STLP 209; MC: STMC 209 --- Reissue: [1999 - Warner Fonit] CD: 398426610-2; MC: 398426610-4 | 13            | 100.000  | 1 disco d'oro       |
| 1990 | Sirtaki                        | Fonit Cetra         | CD: CDL 257; LP: TLPX 257; MC: TMC 257 --- Reissue: [1999 - Warner Fonit] CD: 398426604-2; MC: 398426604-4 [2019 - Saifam Group] LP: COM 140 [2019 - Warner Music Italy] LP: 5054197063473 (Limited Ed. rimasterizzata numerata)                                                | 3             | 510.000+ | 2 dischi di platino |
| 1992 | Come l'acqua                   | Fonit Cetra         | CD: CDL 318; LP: TLPX 318; MC: TMC 318 --- Reissue: [1999 - Warner Fonit] CD: 398426605-2; MC: 398426605-4 [2022 - Warner Music Italy] LP: 5054197128523 (Limited Ed. rimasterizzata numerata)                                                                                  | 5             | 400.000  | 4 dischi di platino |
| 1994 | Mango                          | EMI                 | CD: 724382954125; LP: 724382954118; MC: 724382954149 | 13            | —        | —                   |
| 1997 | Credo                          | Fonit Cetra         | CD: TCDL 422; MC: TMC 422 | —             | 150.000  | 1 disco di platino  |
| 1998 | Credo + Luce (Credo 2)         | Fonit Cetra         | CD: CDL 418; MC: MCX 418 --- Reissue: [1998 - WEA] CD: 857380573-2; MC: 857380573-4 | —             | —        | 1 disco di platino  |
| 2002 | Disincanto                     | WEA                 | CD: 0927471872; MC: 0927471874 --- Reissue: [2022 - Saifam Group] LP: COM 203 | 3             | 250.000  | 2 dischi di platino |
| 2004 | Ti porto in Africa             | WEA                 | CD: 5050467333826; MC: 5050467333840 | 5             | 100.000+ | 1 disco di platino  |
| 2005 | Ti amo così                    | Sony-BMG            | CD: 82876743282 | 14            | 40.000   | 1 disco d'oro       |
| 2007 | L'albero delle fate            | Sony-BMG            | CD: 88697061432 | 7             | 40.000   | 1 disco d'oro       |
| 2011 | La terra degli aquiloni        | Sony Music Columbia | CD: 88697919582 | 8             | —        | —                   |

### Pubblicati all'estero
| Anno | Titolo         | Etichetta                | Supporto e Numero di catalogo | Paese  | Max posizione | Vendite | Certificazioni |
| ---- | -------------- | ------------------------ | ----------------------------- | ------ | ------------- | ------- | -------------- |
| 1987 | Ahora          | Fonit Cetra - BMG Ariola | LP: 5C 208864                 | Spagna | —             | —       | —              |
| 1988 | Hierro y fuego | Fonit Cetra - BMG Ariola | LP: 209508                    | Spagna | —             | —       | —              |
| 1991 | Sirtaki        | Sanni Records            | CD: SR CD 020; LP: SRF 20020  | Spagna | —             | —       | —              |

## Album dal vivo
| Anno | Titolo                 | Etichetta           | Supporto e Numero di catalogo                                                      | Max posizione | Vendite | Certificazioni      |
| ---- | ---------------------- | ------------------- | ---------------------------------------------------------------------------------- | ------------- | ------- | ------------------- |
| 1995 | Dove vai...            | EMI                 | CD: 7243 8 32705 2 1; MC: 7243 8 32705 4 5 --- Reissue: [2001 - EMI] CD: 5 31662 2 | —             | —       | 2 dischi di platino |
| 2009 | Gli amori son finestre | Sony Music Columbia | CD: 88697536972                                                                    | 22            | —       | —                   |

## Album di cover
| Anno | Titolo               | Etichetta           | Supporto e Numero di catalogo | Max posizione | Vendite | Certificazioni     |
| ---- | -------------------- | ------------------- | ----------------------------- | ------------- | ------- | ------------------ |
| 2008 | Acchiappanuvole      | Sony-BMG            | CD: 88697343822               | 3             | 70.000+ | 1 disco di platino |
| 2014 | L'amore è invisibile | Sony Music Columbia | CD: 88843059012               | 10            | —       | —                  |

## Raccolte

### Raccolte ufficiali
| Anno | Titolo                          | Etichetta          | Supporto e Numero di catalogo                                                    | Max posizione | Vendite | Certificazioni      |
| ---- | ------------------------------- | ------------------ | -------------------------------------------------------------------------------- | ------------- | ------- | ------------------- |
| 1999 | Visto così                      | WEA                | CD: 398427839 2; MC: 398427839 4                                                 | 6             | 400.000 | 4 dischi di platino |
| 2019 | Tutto l'amore che conta davvero | Warner Music Italy | CD: 5054197060298 (Light Ed.); CD: 5054197060281 (Deluxe Ed.); LP: 5054197060304 | 20            | —       | —                   |

### Raccolte non ufficiali
| Anno | Titolo                                  | Etichetta                     | Numero di catalogo | Max posizione | Vendite | Note           |
| ---- | --------------------------------------- | ----------------------------- | ------------------ | ------------- | ------- | -------------- |
| 1990 | Le canzoni di Mango                     | RCA Lineatre                  | 0743211792127      | —             | —       | —              |
| 1990 | Le canzoni d'oro di Mango               | RCA Lineatre                  | CD 74465           | —             | —       | —              |
| 1990 | Mango.                                  | Mint Records                  | 8490102            | —             | —       | —              |
| 1992 | I grandi successi                       | BMG Ariola                    | 74321118272        | —             | —       | —              |
| 1993 | L'oro di Mango - Volume 1 Blu           | Fonit Cetra                   | 8003927137530      | 13            | —       | —              |
| 1994 | L'oro di Mango - Volume 2 Rosso         | Fonit Cetra                   | 8003927146334      | —             | —       | —              |
| 1994 | I successi di Mango                     | BMG Ariola                    | 0743211906524      | —             | —       | —              |
| 1997 | Le canzoni di Mango                     | RCA-BMG                       | 0743215156529      | —             | —       | —              |
| 2001 | I grandi successi originali - Mango     | RCA                           | 0743218203923      | —             | —       | 2 cd jewelcase |
| 2004 | Made in Italy - Mango                   | EMI                           | 0724359821122      | —             | —       | —              |
| 2005 | TuttoMango oro e platino - Mango        | Warner Music Italy            | 5050467865129      | 20            | —       | 2 cd jewelcase |
| 2006 | Collezione italiana - Mango             | EMI                           | 0094636746821      | —             | —       | 2 cd digipak   |
| 2006 | Le più belle canzoni di Mango - Mango   | Warner Music Italy            | 5051011755224      | —             | —       | —              |
| 2006 | Le più belle canzoni di Mango - Mango   | EMI                           | 094634812023       | —             | —       | —              |
| 2007 | Solo grandi successi - Mango            | EMI                           | 0094639782024      | —             | —       | —              |
| 2007 | Antologia - Mango                       | Label Venus                   | 8026877109549      | —             | —       | 2 cd digipak   |
| 2007 | The Best Platinum Collection - Mango    | EMI                           | 0094639216321      | —             | —       | —              |
| 2008 | I grandi successi - Mango               | Rhino Records                 | 5051442977752      | —             | —       | 2 cd jewelcase |
| 2008 | Oro - The Capital Collection - Mango    | EMI                           | 5099923496620      | —             | —       | digipak        |
| 2008 | Semplicemente Mango - I grandi successi | Rhino Records                 | 5051865170556      | —             | —       | —              |
| 2009 | I grandi successi originali - Mango     | Sony Music                    | 0886974425625      | —             | —       | 2 cd jewelcase |
| 2009 | Collections - Mango                     | Sony Music                    | 0886975369928      | —             | —       | —              |
| 2010 | Greatest Hits - Mango                   | EMI                           |                    | —             | —       | —              |
| 2011 | Collection - Mango                      | Rhino Records                 | 5052498575954      | —             | —       | —              |
| 2011 | Oro - Mango                             | SMI Sound Music International | 8054188380081      | —             | —       | —              |
| 2012 | Tutti i successi - Mango                | Sony Music                    | 0887254156826      | 48            | —       | 3 cd digipak   |
| 2013 | 3cd Collection - Mango                  | Rhino Records                 | 5053105812622      | 45            | —       | 3 cd digipak   |
| 2016 | Playlist - Mango                        | Rhino Records                 | 5054197051722      | —             | —       | digipak        |

## Singoli

### Pubblicati in Italia
| Anno | Titolo                                                | Etichetta           | Numero di catalogo | Provenienza                                     |
| ---- | ----------------------------------------------------- | ------------------- | ------------------ | ----------------------------------------------- |
| 1976 | La mia ragazza è un gran caldo/Tu pioggia, io mattino | RCA                 | TPBO 1257          | 45 giri (da La mia ragazza è un gran caldo)     |
| 1977 | Fili d'aria/Quasi amore                               | Numero Uno          | ZBN 7025           | 45 giri                                         |
| 1978 | Una danza/Non aspettarmi                              | Numero Uno          | ZBN 7052           | 45 giri                                         |
| 1979 | Angela ormai/L'acquazzone                             | Numero Uno          | ZBN 7154           | 45 giri (da Arlecchino)                         |
| 1982 | È pericoloso sporgersi/Fuori gioco                    | Fonit Cetra         | SP 1783            | 45 giri (da È pericoloso sporgersi)             |
| 1984 | Oro/Lungo bacio, lungo abbraccio                      | Fonit Cetra         | SP 1812            | 45 giri                                         |
| 1985 | Il viaggio/Nella baia                                 | Fonit Cetra         | SP 1827            | 45 giri (da Australia)                          |
| 1986 | Lei verrà/Show                                        | Fonit Cetra         | SP 1837            | 45 giri (da Odissea)                            |
| 1986 | Lei verrà/Lei verrà strumentale                       | Fonit Cetra         | DLP 628            | Maxi-Single 12''                                |
| 1987 | Dal cuore in poi/Inseguendo il vento                  | Fonit Cetra         | SP 1849            | 45 giri (da Adesso)                             |
| 1987 | Bella d'estate/Attimi                                 | Fonit Cetra         | SP 1853            | 45 giri                                         |
| 1987 | Bella d'estate/Stella del nord                        | Fonit Cetra         | DLP 630            | Maxi-Single 12''                                |
| 1988 | Il mare calmissimo/Le bugie degli angeli              | Fonit Cetra         | SP 1870            | 45 giri (da Inseguendo l'aquila)                |
| 1990 | Tu...sì /Ma che musica c'è                            | Fonit Cetra         | SP 1887            | 45 giri (da Sirtaki)                            |
| 1990 | Nella mia città/Come Monna Lisa                       | Fonit Cetra         | SP 1895            | 45 giri (da Sirtaki)                            |
| 1990 | Nella mia città/Come Monna Lisa                       | Fonit Cetra         | DLP 642            | Maxi-Single 12''                                |
| 1992 | Mediterraneo/Come l'acqua                             | Fonit Cetra         |                    | CD singolo promozionale (da Come l'acqua)       |
| 1992 | Una vita da scordare/Grandi sogni                     | Fonit Cetra         | CTD 506            | CD singolo promozionale (da Come l'acqua)       |
| 1994 | Giulietta                                             | EMI                 | 020 179482         | CD singolo promozionale (da Mango)              |
| 1995 | Dove vai                                              | EMI                 | 020 1795532        | CD singolo promozionale (da Dove vai)           |
| 1997 | Credo                                                 | Fonit Cetra         | MCD 24             | CD singolo promozionale (da Credo)              |
| 1997 | Cuore                                                 | Fonit Cetra         | MCD 28             | CD singolo promozionale (da Credo)              |
| 1997 | Stai con me                                           | Fonit Cetra         | MCD 29             | CD singolo promozionale (da Credo)              |
| 1998 | Luce (feat. Zenîma)                                   | Fonit Cetra         | MCD 30             | CD singolo commerciale (da Credo+Luce)          |
| 1999 | Amore per te                                          | WEA                 | PR 01419           | CD singolo promozionale (da Visto così )        |
| 1999 | Non dormire più                                       | WEA                 | PR 01640           | CD singolo promozionale (da Visto così )        |
| 2002 | La rondine                                            | WEA                 | 0927-46851-2       | CD singolo commerciale (da Disincanto)          |
| 2003 | La rondine RMX/The Flight                             | T.S.A.              | 001/2003           | Maxi-Single 12''                                |
| 2003 | Disincanto                                            | WEA                 | 3735               | CD singolo commerciale (da Disincanto)          |
| 2004 | Ti porto in Africa                                    | WEA                 | 5050467339521      | CD singolo commerciale (da Ti porto in Africa)  |
| 2005 | Piccolissima                                          | Sony-BMG            | —                  | CD singolo promozionale (da Ti amo così)        |
| 2005 | Ti amo così                                           | Sony-BMG            | —                  | CD singolo promozionale (da Ti amo così)        |
| 2006 | Mio fiore mio                                         | Sony-BMG            | —                  | CD singolo promozionale (da Ti amo così)        |
| 2007 | Chissà se nevica                                      | Sony-BMG            | —                  | CD singolo commerciale (da L'albero delle fate) |
| 2007 | Dentro me ti scrivo                                   | Sony-BMG            | —                  | CD singolo commerciale (da L'albero delle fate) |
| 2008 | La stagione dell'amore                                | Sony-BMG            | —                  | CD singolo commerciale (da Acchiappanuvole)     |
| 2009 | E poi di nuovo la notte                               | Sony Music Columbia | —                  | Singolo digitale (da Gli amori son finestre)    |
| 2009 | Contro tutti i pronostici                             | Sony Music Columbia | —                  | Singolo digitale (da Gli amori son finestre)    |
| 2011 | La sposa                                              | Sony Music Columbia | —                  | Singolo digitale (da La terra degli aquiloni)   |
| 2011 | La terra degli aquiloni                               | Sony Music Columbia | —                  | Singolo digitale (da La terra degli aquiloni)   |
| 2014 | Scrivimi                                              | Sony Music Columbia | —                  | Singolo digitale (da L'amore è invisibile)      |

Singoli di beneficenza
| Anno | Titolo                                          | Max posizione | Campagna                                                                  |
| ---- | ----------------------------------------------- | ------------- | ------------------------------------------------------------------------- |
| 2009 | Domani 21/04.2009 (Artisti Uniti per l'Abruzzo) | 1             | Salviamo l'Arte in Abruzzo (a seguito del terremoto dell'Aquila del 2009) |

### Pubblicati all'estero
| Anno | Titolo                                         | Etichetta                   | Numero di catalogo | Supporto         | Paese    |
| ---- | ---------------------------------------------- | --------------------------- | ------------------ | ---------------- | -------- |
| 1986 | Lei verrà/Show                                 | RCA                         | PB40825 1986       | 45 giri          | Germania |
| 1987 | Flor de verano/Bella d'estate                  | Fonit Cetra - BMG Ariola    | 1A 109711          | 45 giri          | Spagna   |
| 1987 | Flor de verano/Bella d'estate/Dal cuore in poi | Fonit Cetra - BMG Ariola    | 3A 609711          | Maxi-Single 12'' | Spagna   |
| 1987 | Bella d'estate/Attimi                          | Fonit Cetra - BMG Ariola    | 109 454 1987       | 45 giri          | Germania |
| 1987 | Estrella del norte/Stella del nord/Arcobaleni  | Fonit Cetra - BMG Ariola    | 3A 609858          | Maxi-Single 12'' | Spagna   |
| 1988 | Stella del nord/Sera latina                    | Fonit Cetra - BMG Ariola    | 109 782 1988       | 45 giri          | Germania |
| 1988 | Estrella del norte/Stella del nord             | Fonit Cetra - BMG Ariola    | 1A 109858          | 45 giri          | Spagna   |
| 1988 | Mar en calma/Oasis                             | Fonit Cetra - BMG Ariola    | 1A 112282          | 45 giri          | Spagna   |
| 1988 | Mar en calma/Oasis/Las mentiras de los angeles | Fonit Cetra - BMG Ariola    | 3A 611931          | Maxi-Single 12'' | Spagna   |
| 1988 | Hierro y fuego/Oasis                           | Fonit Cetra - BMG Ariola    | 1A 111931          | 45 giri          | Spagna   |
| 1990 | Nella mia città/Come Monna Lisa                | Fonit Cetra - BMG Ariola    | 113 847            | 45 giri          | Germania |
| 1991 | Mi ciudad/Mi ciudad (instrumental)             | Sanni Records - Fonit Cetra | SRF 159            | 45 giri          | Spagna   |
| 1991 | Sirtaki/Preludio encantado                     | Sanni Records - Fonit Cetra | SRF 163            | 45 giri          | Spagna   |
| 1991 | Tu...sì/I giochi del vento sul lago salato     | Fonit Cetra - BMG Ariola    | 114 464 000        | 45 giri          | Germania |

## Video musicali
| Anno | Titolo                    |
| ---- | ------------------------- |
| 1986 | Lei verrà                 |
| 1988 | Ferro e fuoco             |
| 1990 | Nella mia città           |
| 1992 | Mediterraneo              |
| 1994 | Giulietta                 |
| 1997 | Credo                     |
| 1999 | Amore per te              |
| 2002 | La rondine                |
| 2002 | Disincanto                |
| 2004 | Ti porto in Africa        |
| 2005 | Ti amo così               |
| 2007 | Dentro me ti scrivo       |
| 2008 | La stagione dell'amore    |
| 2009 | Contro tutti i pronostici |
| 2014 | Scrivimi                  |

Videoclip di beneficenza
| Anno | Titolo                                          |
| ---- | ----------------------------------------------- |
| 2009 | Domani 21/04.2009 (Artisti Uniti per l'Abruzzo) |